# 李达 (哲学家)
李达（1890年10月2日—1966年8月24日），字永锡，号鹤鸣，笔名立达、鹤、胡炎、江春等，湖南零陵岚角山镇（今属永州市冷水滩区）人，中国马克思主义哲学家、教育家，中国共产党创始人之一。

## 生平

### 早年
1911年，李达入北京京师优级师范学堂读书。1913年赴日求学，后因病回国。1917年再次赴日，考入日本第一高等学校（即东京帝国大学預科）学习，开始研究和宣传马克思主义。1920年李达回国，夏天在上海与陈独秀、陈望道等人共同发起建立中国共产党早期组织——上海共产主义小组，并代理书记，任《共产党》月刊主编。并参加《新青年》编辑工作。
1921年7月，李达筹备并出席中国共产党第一次全国代表大会，被选为中央局宣传主任，主持建立人民出版社，翻译出版《唯物史观解说》、《马克思经济学说》等书。后任上海平民女校业务主任（校长）。1922年7月，中共二大在李達位於上海輔德里的家中召開，李達親自出席。年底李达应毛泽东邀请，任湖南自修大学校长，主编《新时代》杂志，后在湖南大学、湖南第一师范学校任教。1923年与陈独秀在国共合作问题上发生分歧，自动脱离共产党，任湖南公立法政专门学校（后改为湖南大学法科）学监、教授，中央军事政治学校代理政治总教官兼国民革命军总司令部政治部编审委员会主席。
1927年马日事变后，李达脱离政治活动，先后任上海法政大学、上海暨南大学、北平大学法商学院、国立武昌中山大学、中国大学、广西大学、中山大学、湖南大学等校教授、系主任，仍坚持研究与宣传马克思主义哲学、经济学，是国统区著名“红色教授”，1937年在上海出版《社会学大纲》，毛泽东盛赞他为“理论界的鲁迅”。

### 新中國

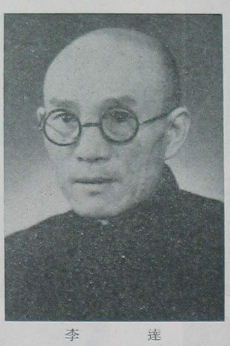
1949年的李达

1949年参加与策动湖南政权和平移交。年底，由刘少奇介绍重新加入中国共产党。新中国成立之初，党中央和毛泽东要李达留在北京工作，但李达一再请求回湖南继续从事高等教育。李达曾表示：“我很遗憾，没有同你上井冈山，没有参加二万五千里长征。”毛泽东说：“你遗憾什么？你是黑旋风李逵，你比他还厉害，他只有两板斧，你有三板斧。你从五四时期直到全国解放，都是理论界的黑旋风”。历任中国政治大学副校长，政务院文化教育委员会副主任，湖南大学校长、武汉大学校长。一级教授，兼任中国科学院武汉分院主任委员、院长，湖北省哲学社会科学研究所所长暨哲学社会科学联合会主席，中国科学院中南分院副院长。1955年被聘为中国科学院哲学社会科学部常务委员，中共所建的中国哲学会第一任会长。
1958年李达曾在武汉东湖客舍同毛泽东讨论哲学问题，當時為大躍進高潮時，李達見到南巡的毛澤東，他指出，當時吹噓的高指標是唯心主義的產物，又對毛澤東說：“你發燒四十度，下面就會發燒四十一度、四十二度。”对六十年代开展意识形态领域“左”的政治批判取沉默态度，不同意林彪、陶铸的「顶峰论」，指出「顶峰论」违反辩证法。

### 文革期間
1966年4月18日，王任重以湖北省委名义派出的全国第一个教育革命工作组进驻武大，聚焦于整李达。王任重亲自给批判李达的材料加了按语，亲自上报中央，并得到邓小平的指示：“批判李达分三步走：第一步在党内进行批判，第二步在学校进行批判，第三步登全国性报纸，公开进行批判。”
6月28日至7月17日，毛泽东在武汉。7月1日，王任重拟向已经来汉的毛泽东呈报《关于李达问题的调查综合材料》，并写下一段请示的话：“请主席阅。李达是个地主分子，又反党反社会主义，立即清洗出党，撤销党内外一切职务。可否？请批示。”这一段时间，王任重每天都能见到毛泽东，但并没有向毛泽东呈报、请示李达问题。17日下午三时毛泽东离开武汉，当晚王任重召开省委常委会，通过了《关于开除混入党内的地主分子李达党籍的决定》，次日发出。
8月4日，邓小平拟定的批判李达“三步走”计划的“第三步”开始实施——人民日报头版发表署名“新华社记者”的报道：《坚决按照毛泽东思想办学的一面红旗——记武汉大学数学系半耕半读试验班同李达、朱劭天等黑帮作斗争中成长的经过》。
早前的7月19日，得知毛泽东在汉游泳的李達寫信給毛澤東：“主席：請救我一命！我寫有坦白書，請向武大教育革命工作隊取閱為感。此致最高的敬禮！李達七月十九日。”李达要刘长森马上送到，但刘一出门就交给武大工作队。7月29日，工作队陆舒媏让其秘书将李达这封给毛泽东的“救命信”改换信封，以机要档交邮局寄“中共中央毛主席收”。8月10日，毛澤東看到一張條子上面寫道：“李達（武漢大學）要求主席救他一命。”毛澤東用特製的粗紅鉛筆在條子上批：“陶鑄閱後，轉任重同志酌處。”同日，陶鑄又批：“即送任重同志”。趙越勝等人指出，毛內心中並無救助李達之意，寫下這般批示只是作表面文章，實際無意救助李達。
此後對李達的批鬥越發激烈。8月13日，李達臉色蒼白，口吐鮮血。8月22日，李達才以化名「李三」（意為「李達三家村」）得入住普通病房。8月24日，李达在武汉医学院附属第二医院（现华中科技大学同济医学院附属同济医院）离世。武汉大学校文革召开全校大会，宣布开除“混入党内的地主分子”李达的党籍。
8月28日，湖北日报、武汉晚报同时发表署名文章——《揭穿李达反共反人民的历史》，说李达是“混进党内的投机分子，陈独秀右倾机会主义的应声虫”、“可耻的叛徒，反革命围剿的急先锋”、“反共媚日的民族败类”、“蒋介石法西斯专政的帮凶”、“残酷剥削和压迫农民的地主分子”。
9月5日，人民日报第六版以整版的篇幅发表批判李达的一组文章。9月11日，人民日报第四版发表一组工农兵学哲学文章，其中，全国青年学习毛主席著作积极分子、罗田县北丰公社四大队党支部书记丁凤英《把反动哲学“权威”打翻在地》一文说：“李达指的是我的名，但骂的却不是我个人。他骂的是我们广大工农兵……李达这样疯狂，我们不怕！我们掌握了毛泽东思想，不要说一个李达，就是一千个李达，一万个李达，也不在话下！”
1969年4月1日，毛泽东在中共九大开幕会上讲到“一大代表”时说：“还有一个叫李达，在早两年去世了。”1973年6月，石曼华给周恩来写信，周批示李达得重新调查。1974年1月13日，武汉大学举行李达追悼大会。1978年，《光明日报》发表《毛泽东同志和李达同志的友谊》。
1980年11月，中共中央书记处批准中共湖北省委决定，为李达平反昭雪，恢复党籍。1996年9月12日，经中共中央组织部批准，李达的骨灰由武汉九峰山迁至北京八宝山革命公墓安葬。

## 著述
李達毕生坚持研究和宣传马克思主义，为马克思主义哲学、政治经济学、科学社会主义以及史学、法学、货币学的研究和教育进行了大量开拓性的工作，在研究和宣传辩证唯物主义和历史唯物主义以及毛泽东哲学思想方面，成绩卓著，影响深远。撰写了数百万字的文章、专著和译著。著有哲学著作《现代社会学》（1926年）、《中国产业革命概观》（1929年）、《经济学大纲》（1935年）、《社会学大纲》（1937年）、《社会进化史》、《〈实践论〉解说》（1951）、《〈矛盾论〉解说》（1953）等；主编有《唯物辩证法大纲》（1978）等。
李达的代表作《〈实践论〉解说》《〈矛盾论〉解说》，曾被毛泽东赞誉为“极好”，早已成为马克思主义哲学大众化的经典。
文集
- 《李达文集》全4卷，1980-1984人民出版社
- 《李达文集》全20卷，2017年人民出版社

## 家庭
妻子是王会悟，儿子是心理学家李心天，还有两个女儿李心田、李心怡。